# Géza Novák
Géza Novák (22. června 1921 Budapešť – 21. listopadu 1992 Praha) byl český flétnista maďarského původu.
Během studií na reálném gymnáziu začal studovat flétnu na budapešťské Lisztově hudební akademii, kde absolvoval v roce 1944 u Lajose Dömötöra. Od roku 1940 byl členem Koncertního orchestru v Budapešti (pozdější Státní maďarský orchestr). V letech 1942–45 působil jako první flétnista v budapešťském Symfonickém rozhlasovém orchestru, od roku 1945 v budapešťské Opeře. V r. 1947 se stal sóloflétnistou Symfonického rozhlasového orchestru v Bratislavě a o rok později byl pozván k mimořádnému konkurzu do České filharmonie, jejímž prvním flétnistou byl od roku 1948 do roku 1972. Jeho mimořádné interpretační dispozice obdivovala řada českých i zahraničních dirigentů (např. Václav Talich, Antonio Pedrotti).
Věnoval se také komorní hře. Byl členem Dechového kvinteta českých filharmoniků (1948–59) a souboru Ars rediviva (1951–53).
Vynikl jako interpret francouzských impresionistů, ale i Wolfganga Amadea Mozarta a dalších klasiků.